# Akademisk festouvertyr
Akademisk festouvertyr (den tyska originaltiteln: Akademische Festouvertüre) i c-moll, op 80 är en ouvertyr för symfoniorkester av Johannes Brahms. Den skrevs sommaren 1880 i Bad Ischl samtidigt med Brahms Tragisk ouvertyr i d-moll op 81. Stycket är rapsodiskt uppbyggt och citerar flera tyska sånger som förknippades med akademiskt liv. Musiken skrevs med anledning av att Brahms utsetts till hedersdoktor vid universitetet i Breslau (Wrocław) 1879. Uruppförandet ägde rum i Breslau den 4 januari 1881 under Brahms ledning.

## Citat
I ouvertyren citeras följande sånger.
- Fuchsenritt (Was kommt dort von der Höh)
- Wir hatten gebauet ein stattliches Haus, som har samma melodi som den svenska psalmen När juldagsmorgon glimmar.
- Alles schweige (Hört, ich sing das Lied der Lieder)
- Gaudeamus igitur (i finalen)